# Brasilianisches Tausendblatt
Das Brasilianische Tausendblatt (Myriophyllum aquaticum), auch Papageienfeder genannt, ist eine Pflanzenart aus der Gattung Tausendblatt (Myriophyllum) innerhalb der Familie der Tausendblattgewächse (Haloragaceae).

## Beschreibung

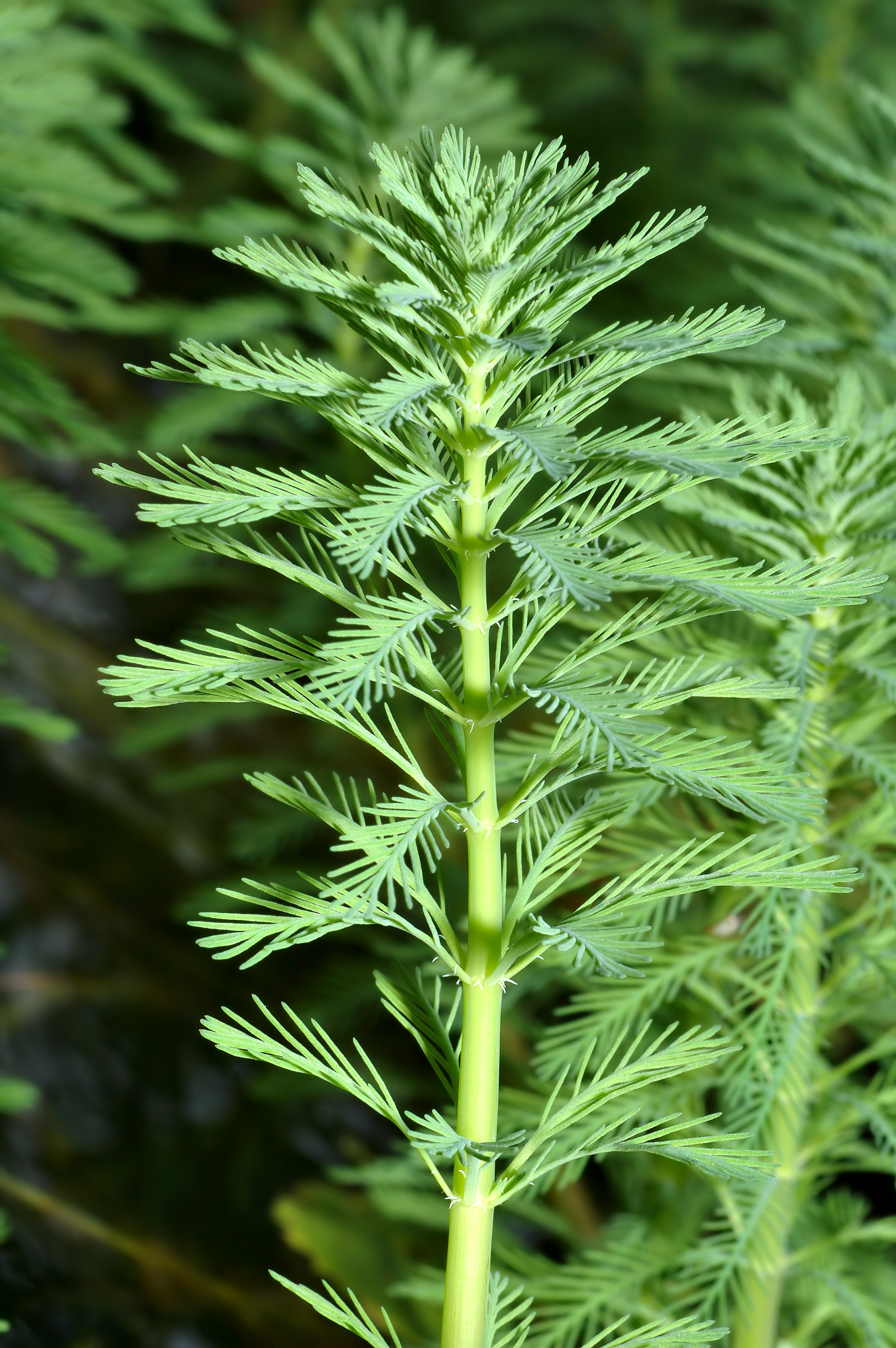
Stängel und Laubblätter

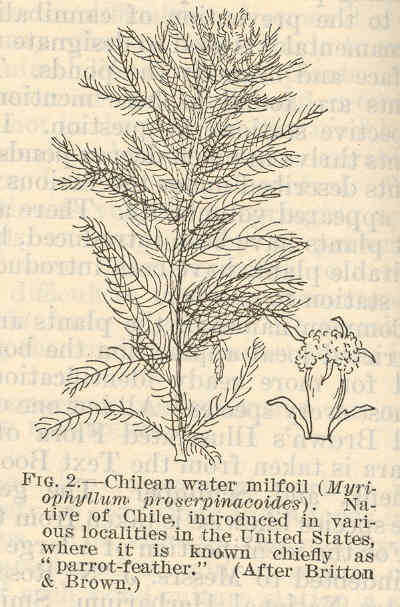
Illustration

### Vegetative Merkmale
Das Brasilianische Tausendblatt ist ein immergrüner, ausdauernder. Die Stängel erreichen Wuchslängen von bis zu 2 Metern. Die Laubblätter sind in Quirlen zu 4 bis 6 am Stängel angeordnet. Die 3 bis 4,5 Zentimeter langen Fiederblätter sind bei männlichen Pflanzen smaragdgrün (emers blaugrün) und bei weiblichen orangefarben. Sie sind von kleinen transparenten, halbkugeligen Drüsen bedeckt. Sie sind kammförmig gefiedert mit 8 bis 30 Blattabschnitten.

### Generative Merkmale
Die Blütezeit reicht von Juli bis September. Die Blüten befinden sich nicht in abgesetzten Blütenständen, sondern in der Achsel von normalen Laubblättern. Die Pflanzenexemplare besitzen entweder nur weibliche oder nur männliche Blüten, zwittrige kommen nicht vor.
Die Oberfläche der Früchte ist fein höckrig.

## Ökologie
Beim Brasilianischen Tausendblatt handelt es sich um eine Wasserpflanze, einen Hydrophyten.

## Vorkommen
Das natürliche Verbreitungsgebiet des Brasilianischen Tausendblatts ist das zentrale Südamerika. Hier kommt es in Seen und Flüssen mit geringer Fließgeschwindigkeit vor. In Südwest-Frankreich, Großbritannien, Australien, Neuseeland und Südost-Asien ist das Brasilianische Tausendblatt durch Einschleppung weiblicher Pflanzen verwildert. Im Vereinigten Königreich wurde daher der Verkauf des Brasilianischen Tausendblatts mit Wirkung ab April 2014 verboten. Auch in Deutschland gibt es einige verwilderte Bestände, unter anderem in Bayern und vor allem in Nordrhein-Westfalen. Die Art wurde beobachtet im Rhein, Main, Neckar, Lahn, seltener in Ems und Naab. Auch in Belgien, in den Niederlanden und in der Schweiz gibt es verwilderte Bestände.
Das Brasilianische Tausendblatt ist 2016 in die „Liste der unerwünschten Spezies“ für die Europäische Union aufgenommen worden. Ähnliches gilt für die Schweiz, wo es aufgrund seines Ausbreitungspotenzials und der Schäden in den Bereichen Biodiversität, Gesundheit bzw. Ökonomie in die „Schwarze Liste der invasiven Neophyten“ aufgenommen wurde.

## Taxonomie
Die Erstbeschreibung erfolgte 1825 unter dem Namen Enydria aquatica durch José Mariano da Conceição Vellozo in Florae Fluminensis: seu Descriptionum plantarum praefectura Fluminensi sponte nascentium liber primus ..., Band 57, 1, Tafel 150. Die Neukombination zu Myriophyllum aquaticum (Vell.) Verdc. wurde 1973 durch Bernard Verdcourt in Kew Bulletin, Volume 23, Seite 36 veröffentlicht. Weitere Synonyme für Myriophyllum aquaticum (Vell.) Verdc. sind: Myriophyllum brasiliense Cambess., Myriophyllum proserpinacoides Gillies ex Hook. & Arn. und Myriophyllum mattogrossense Hoehne.

## Nutzung
Das Brasilianische Tausendblatt wird häufig als Aquarienpflanze und selten als Zierpflanze für Gartenteiche genutzt. Es ist seit spätestens 1869 in Kultur. In Deutschland gab es früher nur weibliche Pflanzen in Kultur; erst seit 1989 gibt es auch männliche.